# Acidaliodes eoides
Acidaliodes eoides är en fjärilsart som beskrevs av Barnes och Mcdunnough 1913. Acidaliodes eoides ingår i släktet Acidaliodes och familjen nattflyn. Inga underarter finns listade i Catalogue of Life.